# Rudolf Bacher

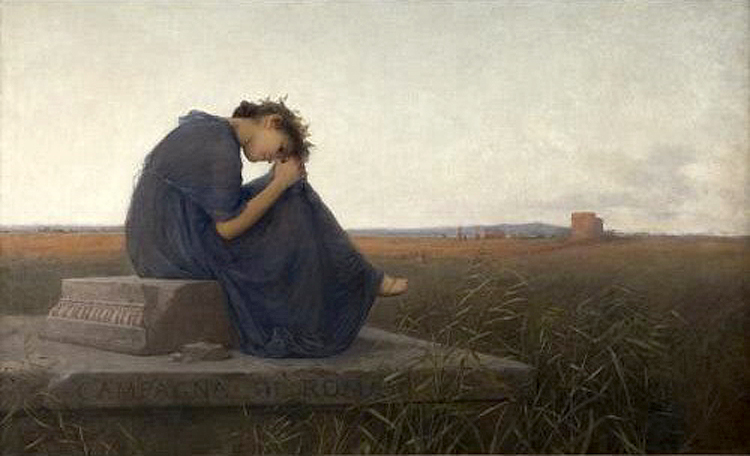
Rudolf Bacher: Grabmal der Caecilia Metella (1894)

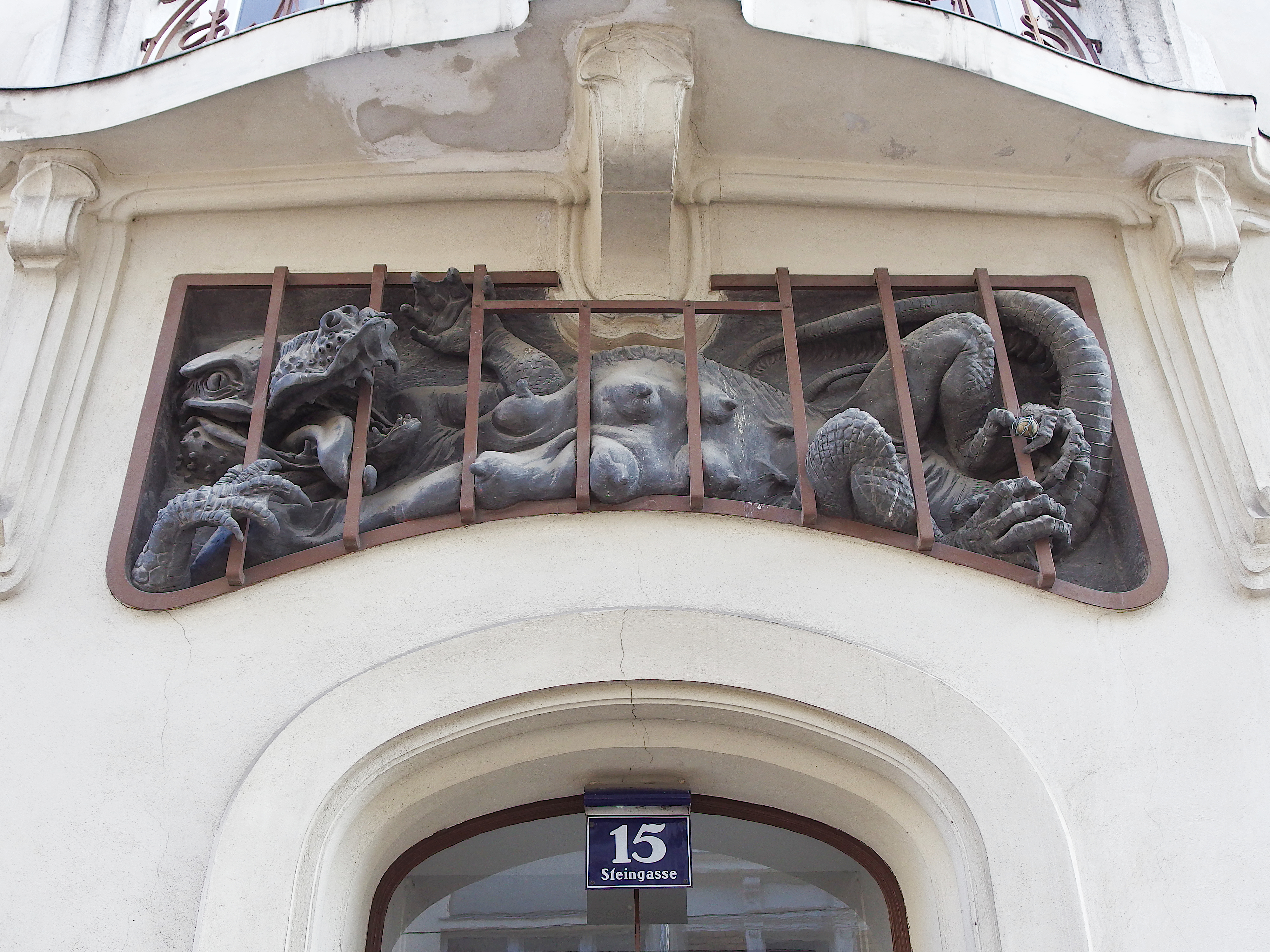
Drachenskulptur am Haus Steingasse 15 in Wien

Rudolf Bacher (* 20. Jänner 1862 in Wien, Kaisertum Österreich; † 16. April 1945 ebenda) war ein österreichischer Maler und Bildhauer.

## Leben
Bacher studierte in den Jahren von 1882 bis 1888 an der Wiener Akademie der Bildenden Künste bei Leopold Carl Müller. 1886 wurde er mit dem Hofpreis ausgezeichnet. Bachers frühe Gemälde waren zumeist religiösen Themen gewidmet. Ab 1894 war er Mitglied des Wiener Künstlerhauses. 
Bacher gehörte 1897 zu den Gründungsmitgliedern der Wiener Secession und wirkte 1904/5 und 1912–14 als deren Präsident. 1896 erhielt er auf der Internationalen Kunstausstellung in Berlin eine kleine Goldmedaille. Bacher trug zahlreiche Zeichnungen und Holzschnitte für die Zeitschrift Ver Sacrum bei. Ab 1903 bis 1933 wirkte er als Professor an der Wiener Akademie der Bildenden Künste. Einer seiner Schüler war Viktor Tischler. Malerisch war Bacher in späteren Jahren vor allem als Porträtist tätig, bildhauerisch bevorzugte er die Tierplastik. Anlässlich seines 80. Geburtstags erhielt Bacher 1942 die Goethe-Medaille für Kunst und Wissenschaft und den Ehrenring der Stadt Wien.
1943 wurde er mit dem Waldmüller-Preis ausgezeichnet. Rudolf Bacher war Ehrenmitglied der Akademie der Bildenden Künste Wien.
Er wurde am Sieveringer Friedhof bestattet.